# Dynamic Modeling
Der Ansatz des Dynamischen Modellierens (englisch Dynamic Modeling) ist eine CAD-Technologie zur Erstellung und Modifizierung von Volumenmodellen. Eine andere Bezeichnung hierzu ist auch der Ausdruck des direkten Modellierens (Direct Modeling). Modelle werden nicht über Parameter entwickelt und verändert, sondern durch direkte Spezifikation der betroffenen Geometrie. So wird beispielsweise eine Bohrung direkt am Modell selektiert und verschoben, verkleinert, vergrößert, oder auch gelöscht. Flächen und Geometrieelemente können unabhängig von deren ursprünglicher Definition als Features erkannt und wieder verwendet werden.

## Import
Importierte 3D-Modelle von anderen CAD-Systemen werden so behandelt, als ob sie ursprünglich in dem CAD-System erstellt worden wären, welches einen Dynamischen Modellierungsansatz beinhaltet. Die Modelle sind modifizier- und erweiterbar: Auch Geometrie-Features werden erkannt und können modifiziert werden. Parameter und Modell-Entstehungsgeschichte aus dem Ursprungssystem werden über die Standardschnittstellen STEP (Standard for the exchange of product model data) und IGES nicht übertragen, aber sie werden beim Dynamischen Modellieren auch nicht benötigt.
Sollte der Fall auftreten, dass mittels eines Parameters eine Konstruktionsabsicht definiert und beibehalten werden soll, kann dies jederzeit – auch am importierten Modell – geschehen: Der Durchmesser einer Bohrung kann beispielsweise in Abhängigkeit von deren Tiefe definiert werden, oder die Position der Nut immer im gleichen Wert zur Kante A festgelegt werden. Im Unterschied zu sog. parameterbasierten Systemen erfolgt diese Parametrisierung aber nicht als Teil der Modellerstellung, sondern dient der übersichtlichen Festlegung einiger weniger Konstruktionsrandbedingungen.

## Lernen
Das Erlernen von CAD-Systemen, die auf einem Dynamischen Modellierungsansatz basieren, beschränkt sich auf die Kommandos und die Bedienungsoberfläche und auf ein prinzipielles Verständnis von Volumenkörpern. Technologien wie Parametrisierung, Modifikation der Modell-Historie und Constraints müssen nicht verstanden werden.

## Beispiele
Ein 3D-CAD-System, welches einen Ansatz des dynamischen Modellierens verfolgt, ist die Software OneSpace Modeling des Herstellers CoCreate.